# Eastern Professional Basketball League 1957-1958
La stagione EPBL 1957-58 fu la 12ª della Eastern Professional Basketball League. Parteciparono 8 squadre in un unico girone.
Rispetto alla stagione precedente si aggiunsero i Reading Keys e i Wilmington Jets.

## Squadre partecipanti
- Easton Madisons
- Hazleton Hawks
- Reading Keys
- Scranton Miners
- Sunbury Mercuries
- Wilkes-B. Barons
- Williamsport Billies
- Wilmington Jets

## Classifica
| Squadra                      | V  | P  | %    | GB   |
| ---------------------------- | -- | -- | ---- | ---- |
| Wilkes-Barre Barons          | 19 | 10 | 65,5 | -    |
| Hazleton Hawks               | 19 | 11 | 63,3 | 0,5  |
| Easton-Phillipsburg Madisons | 18 | 11 | 62,1 | 1    |
| Sunbury Mercuries            | 18 | 11 | 62,1 | 1    |
| Scranton Miners              | 18 | 12 | 60,0 | 1,5  |
| Williamsport Billies         | 17 | 12 | 58,6 | 2    |
| Wilmington Jets              | 6  | 22 | 21,4 | 12,5 |
| Reading Keys                 | 1  | 27 | 3,6  | 17,5 |

## Play-off

### Semifinali
|  | Wilkes-Barre Barons | 117 – 114 (d.1t.s.) | Sunbury Mercuries |  |

|  | Wilkes-Barre Barons | 114 – 113 (d.1t.s.) | Sunbury Mercuries |  |

|  | Easton-Phillipsburg Madisons | 112 – 90 | Hazleton Hawks |  |

|  | Hazleton Hawks | 97 – 92 | Easton-Phillipsburg Madisons |  |

|  | Easton-Phillipsburg Madisons | 121 – 118 | Hazleton Hawks |  |

### Finale
|  | Wilkes-Barre Barons | 119 – 107 | Easton-Phillipsburg Madisons |  |

|  | Easton-Phillipsburg Madisons | 124 – 107 | Wilkes-Barre Barons |  |

|  | Wilkes-Barre Barons | 143 – 124 | Easton-Phillipsburg Madisons |  |

### Tabellone
|  | Semifinali | Semifinali          | Semifinali          |                     |              | Finale       | Finale | Finale |  |
|  |            |                     |                     |                     |              |              |        |        |  |
|  | 1          | Wilkes-Barre        | 2                   |                     |              |              |        |        |  |
|  | 1          | Wilkes-Barre        | 2                   |                     |              |              |        |        |  |
|  | 4          | Sunbury             | 0                   |                     |              |              |        |        |  |
|  | 4          | Sunbury             | 0                   |                     | Wilkes-Barre | Wilkes-Barre | 2      |        |  |
|  |            |                     |                     |                     | Wilkes-Barre | Wilkes-Barre | 2      |        |  |
|  |            |                     | Easton-Phillipsburg | Easton-Phillipsburg | 1            |              |        |        |  |
|  | 3          | Easton-Phillipsburg | Easton-Phillipsburg | Easton-Phillipsburg | 1            | 2            |        |        |  |
|  | 3          | Easton-Phillipsburg |                     |                     |              |              |        |        |  |
|  | 2          | Hazleton            | 1                   |                     |              |              |        |        |  |

## Vincitore
| Campione EPBL 1958              |
| ------------------------------- |
| Wilkes-Barre Barons (4º titolo) |

## Premi EPBL
- EPBL Most Valuable Player: Larry Hennessy, Wilkes-Barre Barons
- EPBL Rookie of the Year: Dick Gaines, Easton-Phillipsburg Madisons